# Nuevo Circo (metro de Caracas)
Nuevo Circo es una de las estaciones del Metro de Caracas, formando como parte de la Línea 4 del sistema. Está ubicada entre las estaciones Teatros y Parque Central; en las inmediaciones de la antigua plaza de toros tradicional, Nuevo Circo de Caracas. 

## Características
Es de color rojo, en alusión a la fiesta taurina. Posee 12.320 metros cuadrados de construcción, es de tipo subterránea, con 2 niveles y un andén de tipo central. Tiene tres entradas que están totalmente abiertas, siendo una de las más emblemáticas, la que está localizada frente al Nuevo Circo de Caracas. Se terminó de construir, el 30 de junio de 2006, y fue inaugurada oficialmente, el 18 de julio de ese mismo año. 

## Localización
Está ubicada justo en el flanco sur de lo que, hasta el año 1998, fue un ala del antiguo Terminal de Nuevo Circo, de donde partían rutas de autobuses hacia el interior del país. Parte de la estación está entre la parroquia Santa Rosalía y la parroquia San Agustín.